# Melursus ursinus inornatus
L'orso labiato dello Sri Lanka (Melursus ursinus inornatus Pucheran, 1855) è una sottospecie di orso labiato. 

## Descrizione
Rispetto alla sottospecie nominale dell'India (Melursus ursinus ursinus) l'orso labiato dello Sri Lanka tende ad avere dimensioni leggermente inferiori, pelo più corto e spesso manca della striscia di pelo chiara sul petto forma il cosiddetto "collare".

## Distribuzione
È diffuso specialmente nelle foreste secche di pianura dell'isola da cui prende il nome.
Uno dei luoghi più rinomati per osservare quest'animale è il Parco nazionale di Yala.

## Dieta
È onnivoro. Si nutre di noci, bacche e radici, ma anche di carogne e carne. Uno dei suoi cibi preferiti sono gli insetti, che scova dai ceppi in decomposizione e dagli alberi con il suo muso lungo e privo di peli e con le labbra, anch'esse glabre. Uccide altri animali solo molto raramente. Quest'orso è inoltre ghiotto di miele.

## Conservazione
L'orso labiato dello Sri Lanka è estremamente minacciato, dato che ne rimangono meno di 1000 esemplari (forse solo 500) suddivisi in varie popolazioni isolate il cui numero continua a diminuire. La minaccia principale alla sua sopravvivenza è l'abbattimento delle foreste naturali secche, poiché, diversamente da altri grandi mammiferi dell'isola, dipende moltissimo dal suo ambiente per il cibo.
Oltre all'uomo, l'orso non ha praticamente nemici in natura, poiché l'unico animale in grado di cacciarlo in Sri Lanka, il leopardo (nella sottospecie dello Sri Lanka), lo evita e attacca molto raramente gli orsacchiotti isolati o le giovani femmine.